# Marble Falls
Marble Falls ist eine Stadt im Burnet County im US-Bundesstaat Texas in den Vereinigten Staaten. Das U.S. Census Bureau hat bei der Volkszählung 2020 eine Einwohnerzahl von 7037 ermittelt.

## Geographie
Die Stadt liegt am texanischen Colorado River im mittleren Südosten von Texas, an der Zusammenführung des U.S. Highway 281 mit der Farm Road 1431, 20 Kilometer südöstlich von Burnet sowie rund 60 Kilometer nordöstlich von Austin und hat eine Gesamtfläche von 17,4 km².

## Demografische Daten
Nach der Volkszählung im Jahr 2000 lebten hier 4.959 Menschen in 1.931 Haushalten und 1.266 Familien. Die Bevölkerungsdichte betrug 311,8 Einwohner pro km². Ethnisch betrachtet setzte sich die Bevölkerung zusammen aus 85,80 % weißer Bevölkerung, 2,48 % Afroamerikanern, 0,40 % amerikanischen Ureinwohnern, 0,42 % Asiaten, 0,02 % Bewohnern aus dem pazifischen Inselraum und 8,87 % aus anderen ethnischen Gruppen. Etwa 2,00 % waren gemischter Abstammung und 22,54 % der Bevölkerung waren spanischer oder lateinamerikanischer Abstammung.
Von den 1.931 Haushalten hatten 35,1 % Kinder unter 18 Jahre, die im Haushalt lebten. 47,1 % davon waren verheiratete, zusammenlebende Paare. 14,3 % waren allein erziehende Mütter und 34,4 % waren keine Familien. 29,8 % aller Haushalte waren Singlehaushalte und in 13,2 % lebten Menschen, die 65 Jahre oder älter waren. Die Durchschnittshaushaltsgröße betrug 2,51 und die durchschnittliche Größe einer Familie belief sich auf 3,10 Personen.
28,7 % der Bevölkerung waren unter 18 Jahre alt, 8,9 % von 18 bis 24, 25,9 % von 25 bis 44, 20,4 % von 45 bis 64, und 16,2 % die 65 Jahre oder älter waren. Das Durchschnittsalter war 36 Jahre. Auf 100 weibliche Personen aller Altersgruppen kamen 88,4 männliche Personen. Auf 100 Frauen im Alter von 18 Jahren und darüber kamen 83,9 Männer.

Das jährliche Durchschnittseinkommen eines Haushalts betrug 30.880 USD, das Durchschnittseinkommen einer Familie 38.382 USD. Männer hatten ein Durchschnittseinkommen von 30.242 USD gegenüber den Frauen mit 18.771 USD. Das Prokopfeinkommen betrug 16.059 USD. 16,5 % der Bevölkerung und 13,9 % der Familien lebten unterhalb der Armutsgrenze. Davon waren 21,4 % Kinder und Jugendliche unter 18 Jahren und 12,8 % waren 65 oder älter.